# SV Wollishofen
Der Schachverein Wollishofen (SVW) ist einer der grössten Schachvereine der Schweiz. Der SVW ist Mitglied des Schweizerischen Schachbund und auch im Zürcher Schachverbund. Beim SV Wollishofen findet jährlich eine Vereinsmeisterschaft statt, und ein Cup-Turnier und mehrere Blitz- und Schnellschachturniere. Der SVW nimmt mit fünf Mannschaften an der Schweizerischen Mannschaftsmeisterschaft und der Schweizerischen Gruppenmeisterschaft teil. In beiden Turnieren spielen die ersten Mannschaften in der höchsten Liga. An der Zürcher Mannschaftsmeisterschaft nimmt der SVW mit sechs Mannschaften teil.

## Bekannte Spieler
Für den SV Wollishofen spielen oder spielten unter anderem die Großmeister Jan Gustafsson und Michael Prusikin, die Internationalen Meister Julien Carron, Michael Hochstrasser, Oliver Kurmann, Olivier Moor, Roger Moor und Rico Zenklusen sowie der Verdiente Internationale Meister im Fernschach Sebastian Nilsson.